# Alonso de Vargas Ponce de León
Alonso de Vargas Ponce de León   (Pulla, segle XVII - Capitania General de Guatemala, 1666) va ser un aristòcrata, militar i polític castellà. Membre de la cort madrilenya, durant anys va fer carrera militar i després va passar a Nova Espanya, on va ocupar càrrecs de l'administració colonial.
Va néixer a Luggera, a la Pulla, fill de Lorenzo de Vargas, cavaller de l'orde de Sant Jaume i militar que va servir durant cinquanta anys als terços espanyols a Itàlia, i d'Antonia Ponce de León. Membre de la cort de Felip IV de Castella, va atorgar-se-li l'hàbit de l'orde Sant Jaume el 1635. Va ser patge de la reina Isabel de Borbó durant gairebé deu anys, des del 8 de maig de 1633 al 10 de gener de 1643. En finalitzar la seva tasca va iniciar carrera militar de la mà del marquès de Santa Cruz i va servir a una companyia d'infanteria, aixecada pel seu pare i formada per nobles madrilenys, i després va ser capità de cavalleria cuirassada.
Casat des de 1641 amb María Margarita de Contreras y Sotelo, també anomenada de segon cognom Arraiz, procedent d'una família segoviana, i que va morir el 1649. Amb ella va tenir, entre d'altres, a Diego, futur marquès de la Nava de Barcinas i governador del territori de Santa Fe (Nou Mèxic).
El 1650, Alonso va ser nomenat alcalde major de Chiapas, població a la jurisdicció de Guatemala, i va traslladar-se a Amèrica, mentre els seus fills van romandre a Castella càrrec d'un familiar. Hom afirma que va cercar ocupació a Amèrica a causa de problemes econòmics. Allà es va casar en segones noces amb una noia d'una família prominent de Guatemala i mica en mica va anar escalant posicions en el govern colonial, ocupant diversos càrrecs, i va millorar la seva situació econòmica. Va morir el 1666, deixant una important herència en forma de propietats a Espanya i Guatemala al seu fill Diego, tanmateix, escassa en efectiu.